# Владичански двор у Пакрацу
Владичански двор у Пакрацу је резиденција епископа пакрачко-славонских.

## Историја
Владичански двор саграђен је 1732. године на мјесту старије дрвене епископске резиденције, коју је 1705. године изградио епископ Софроније Подгоричанин и патријарх Арсеније III Чарнојевић који је у то вријеме походио ове крајеве у борби против уније. У вријеме владике Никифора Стефановића, тачније 1732. године, завршен је чеони дио (дио према саборној цркви). Остали дијелови комплекса Владичанског двора дограђивани су током 18. и 19. стољећа.
У склопу дворског комплекса налазиле су се до 1991. године:
- капела посвећена Благовијестима,
- стара епископска библиотека и
- ризница Епархије славонске.

Године 1985. враћене су стара књижница и ризница које су биле отуђене у Другом свјетском рату. Епископски двор је током рата 1991—1992. године знатно оштећен, посебно његова кровна конструкција, а каснијих година јос више пропао.

### Стара епископска библиотека и ризница
Стара епископска библиоте једна је од највриједнијих српских библиотека у Хрватској, а и шире. Ову стару бибилитеку основао је још патријарх Арсеније III, а сваки пакрачки, односно славонски епископ остављао је своју личну библиотеку овој средишњој епархијској библиотеци. У фондовима ове библиотеке, поред старих рукописа, било је 112 србуља, највише чуваних и сачуваних у једној српској библиотеци. Данас, неизвјесна је судбина старе Епископске библиотеке, ризнице, галерије епископских портрета из 18. и 19. стољећа, стилског намјештаја и других раритета. Ризница старе Пакрачке епархије у којој су чуване вриједне иконе и други литургијски и умјетнички предмети из манастира Ораховице, Пакре и Свете Ане и бројних цркава, била је од великог значаја за историју Срба на овим просторима.
У току је обнова унутрашње зидне конструкције двора и кровне конструкције на посљедњем дијелу двора који није покривен.